# Триградското ждрело (защитена местност)
Триградското ждрело е защитена местност в България. Намира се в землищата на селата Гьоврен, Триград и Ягодина, област Смолян. Обхваща територията на Триградското ждрело.
Защитената местност е с площ 710,57 ha. Обявена е на 6 декември 1963 г. с цел опазване на защитени и ендемични растителни видове, като: родопски силивряк (Haberlea rhodopensis), родопска песъчарка (Arenaria rhodopaea), родопска горска майка (Lathrea rhodopea), вълнеста камбанка (Campanula lanata), йорданова камбанка (Campanula jordanovii), велебитова камбанка (Campanula velebitica), орфанийска камбанка (петковия) (Campanula orhanidea), ъглолистна малколмия (Malcolmia anguilifolia), снежно кокиче (Galanthus nivalis), трахелиум (Trachelium rumelicum), вечнозелена каменоломка (Saxifraga sempervivum), стрибърнева каменоломка (Saxifraga stribryni); Опазване на защитени и ендемични животински видове, като: кафява крастава жаба (Bufo bufo), жаба дървесница (Hyla arborea), дъждовник (Salamandra salamandra), обикновена блатна костенурка (Emys orbicularis), голям стрелец (Coluber jugularis), смок мишкар (Elaphe longissima), планинска стърчиопашка (Motacilla cinerea), бяла стърчиопашка (Motacilla Alba), червеногръдка (Erythacus rubecula), планинска червеноопашка (Phoenicurus ochruros), жалобен синигер (Parus lugubris), орехче (Troglodytes troglodytes), воден кос (Cinclus cinclus), видра (Lutra lutra), малък подковонос (Rhinolophus hipposideros), полунощен прилеп (Eptesicus serotinus), савиево прилепче (Hypsugo savii), голям подковонос (Rhinolophus ferrumequinum), дългокрил прилеп (Miniopterus schreibersii), дългопръст нощник (Myotis capaccinii), и др.; Опазване на природни местообитания, като: хидрофилни съобщества от високи треви в равнините и планините до алпийския пояс, тревни съобщества по заливни тераси, смесени гори по долини и склонове, черноборови гори (Pinus nigra ssp. palassiana), крайречни ивици от върба (Salix sp.), забележителни природни образувания: карбонатни сипеи, пещери, водопади, извори на твърди (варовити) води.
В защитената местност се забраняват:
- голи сечи, както и отсичане на отделни стари и хралупести дървета;
- залесяване с неместни за района растителни видове;
- разселване на неместни за района животински видове;
- промени в хидрологичния режим на р. Чаир дере;
- корекции на речното корито, с изключение на такива, необходими в случай на бедствени ситуации и с цел опазване и възстановяване местообитания на видове;
- строителство на нови пътища с трайна настилка;
- строителство на сгради и съоръжения, с изключение на посетителски и информационни центрове, екопътеки и съпътстващата ги инфраструктура и сгради и съоръжения, необходими за поддържането на съществуващата пътна мрежа;
- се строителство на водноелектрически централи, с изключение на тези, за които има издадено решение по ОВОС за одобряване на инвестиционно предложение или решение, с което е преценено да не се извършва ОВОС, както и съответните разрешителни по Закона за водите, издадени до влизане на настоящата заповед в сила;

търсене, проучване и добив на подземни богатства;
- влизането в пещерите: Кичика, Синьо зелената пещера, Силивряк, Додалица 1, Додалица 2, Додалица 3, Додалица 4, Вълчата пещера, Весова дупка, Ахметьова дупка, Цънкова пещера и Джаханова дупка, с изключение на влизания с научни цели;
- затварянето на входовете на пещерите;
- паленето на огън, освен в определените за това места.[1]

Територията на защитената местност се припокрива със защитена зона Триград-Мурсалица от Натура 2000 по директивата за птиците.